# 밍젠향

밍젠 향의 위치

밍젠향(중국어: 名間鄉, 병음: Míngjiān Xiāng)은 중화민국 난터우 현의 향이다. 넓이는 83.0955km2이고, 인구는 2015년 8월 기준으로 39,773명이다.

## 역사
옛 이름은 대만어로 람아(湳仔)였지만 일본 통치 시대인 1920년에 발음이 유사한 일본식 지명인 나마쿄(名間)로 개칭되었다.

## 교통
- 타이완 철로관리국 지지 선
- 국도 3호선